# Quemusia aquilonia
Quemusia aquilonia là một loài nhện trong họ Amphinectidae. Loài này phân bố ở Queensland.